# Devon (Südafrika)
Devon ist ein kleiner Ort Südafrikas in der Lokalgemeinde Lesedi, Provinz Gauteng. Neben dem historischen Siedlungskern gehört das Township Impumelelo zur Ortschaft. Devon liegt etwa 84 Kilometer von Johannesburg entfernt.
Den Namen der Ortschaft prägte ein ehemaliger Landvermesser, der sie nach seiner Heimatregion in England benannte.

## Lage
Die Ortschaft liegt im äußerten östlichen Sektor der Lokalgemeinde und wird von den Regionalstraßen R29 sowie R548 erschlossen. In ihrer Nähe führt die Nationalstraße N17 vorbei, die hier eine Anschlussstelle Devon besitzt. Durch den Ort verläuft auch eine Eisenbahnstrecke, die von Springs im Westen in östlicher Richtung nach Secunda und dem Straßenknotenpunkt Bethal bis zum Eisenbahnknotenpunkt Ermelo führt.

## Bevölkerung
Im ursprünglich und von europäischen Einwanderern gegründeten Ortskern lebten nach der im Jahre 2011 vorgenommenen Volkszählung 347 Personen, in der östlichen Industriesiedlung an der Regionalstraße R29 waren es 1009 Personen sowie im Township Impumelelo 8223 Personen. Die Gesamteinwohnerzahl belief sich nach der Volkszählung auf 9579 Personen in 2905 Haushalten.

## Wirtschaft
Die Umgebung des Ortes besteht im Wesentlichen aus landwirtschaftlicher Nutzfläche. Devon ist wie das westlich gelegene Heidelberg ein kleines Zentrum mit regional versorgenden Dienstleistungen. Die agrarwirtschaftlichen Aktivitäten umfassen u. a. Viehzucht, Milcherzeugung und Geflügelproduktion sowie Gemüseanbau.